# Juerg Albrecht
Juerg Albrecht (* 1952 in Luzern) ist ein schweizerischer Kunsthistoriker.
Albrecht studierte Germanistik, Kunstgeschichte und Philosophie an der Universität Bern und wurde 1977 Lizenziat im Fach Germanistik. Von 1979 bis 1980 arbeitete er als Lehrer für Deutsch am Obergymnasium der Kantonsschule Solothurn. Von 1980 bis 1991 war er Assistent und Oberassistent am Kunsthistorischen Seminar der Universität Bern bei Eduard Hüttinger (1926–1998). 1985 wurde er im Fach Kunstgeschichte mit einer Dissertation zu Honoré Daumier promoviert. 
Seit 1991 war Albrecht Leiter der Abteilung Kunstwissenschaft am Schweizerischen Institut für Kunstwissenschaft SIK-ISEA in Zürich sowie Mitglied der Institutsleitung. Im April 2015 trat er in den Ruhestand, seine Nachfolgerin wurde Katharina Ammann. Albrecht ist Verfasser zahlreicher Schriften zu Daumier und zur modernen und zeitgenössischen Kunst, unter anderem zu Heartfield (1978/82), Goya (1985) und Duchamp (1987).